# Lily Schmidt-Nielsen
Lily Schmidt-Nielsen, født Kahr (26. december 1910 i Grenaa, død 4. august 2008) var en dansk politiker.
Hun voksede op i Grenaa og Nibe. Hendes far, Jens Julius Kahr, var lærer i Grenå og borgmester og skoleinspektør i Nibe. Selv blev hun uddannet som lærer fra Tønder Statsseminarium, underviste det første år, 1933-34, som lærer på Tønder Statsseminariums øvelsesskole, siden i Hillerød, hvorefter hun underviste ved Jonstrup Seminariums Øvelsesskole i Jonstrup ved Måløv. Her traf hun sin mand, Gunnar Schmidt-Nielsen. De blev gift den 18. juli 1938. Da han blev rektor for Skårup Statsseminarium, fik hun arbejde som lærer på stedet og var ansat i administrationen.
I 1958 blev hun valgt på en tværpolitisk liste til sognerådet i Skårup Kommune, hvor hun arbejdede for at forbedre den kommunale gadebelysning, vandforsyning, nybygning af plejehjem med mulighed for tilhørende pensionistboliger, samt fjernvarme. Hun var i 1962 den første kvinde, der blev sognerådsformand (borgmester) på Fyn. Hun brød dermed med årtiers Venstre-dominans. Hun var sognerådsformand indtil 1966. Senere i sit liv var hun optaget af naturbeskyttelse.
Hun er mormor til Johanne Schmidt-Nielsen.

## Ekstern henvisning
- Lily Schmidt-Nielsen på gravsted.dk